# شهرستان سباستین (آرکانزاس)
شهرستان سباستین، آرکانزاس (به انگلیسی: Sebastian County, Arkansas) شهرستانی در ایالات متحده آمریکا است که در آرکانزاس واقع شده‌است.

## خصوصیات
شهرستان سباستین ۱٬۴۱۴٫۱۴ کیلومترمربع مساحت دارد.